# Aptesis terminata
Aptesis terminata är en stekelart som först beskrevs av Johann Ludwig Christian Gravenhorst 1829.  Aptesis terminata ingår i släktet Aptesis och familjen brokparasitsteklar. Arten är reproducerande i Sverige. Inga underarter finns listade.